# Johannes Ufer

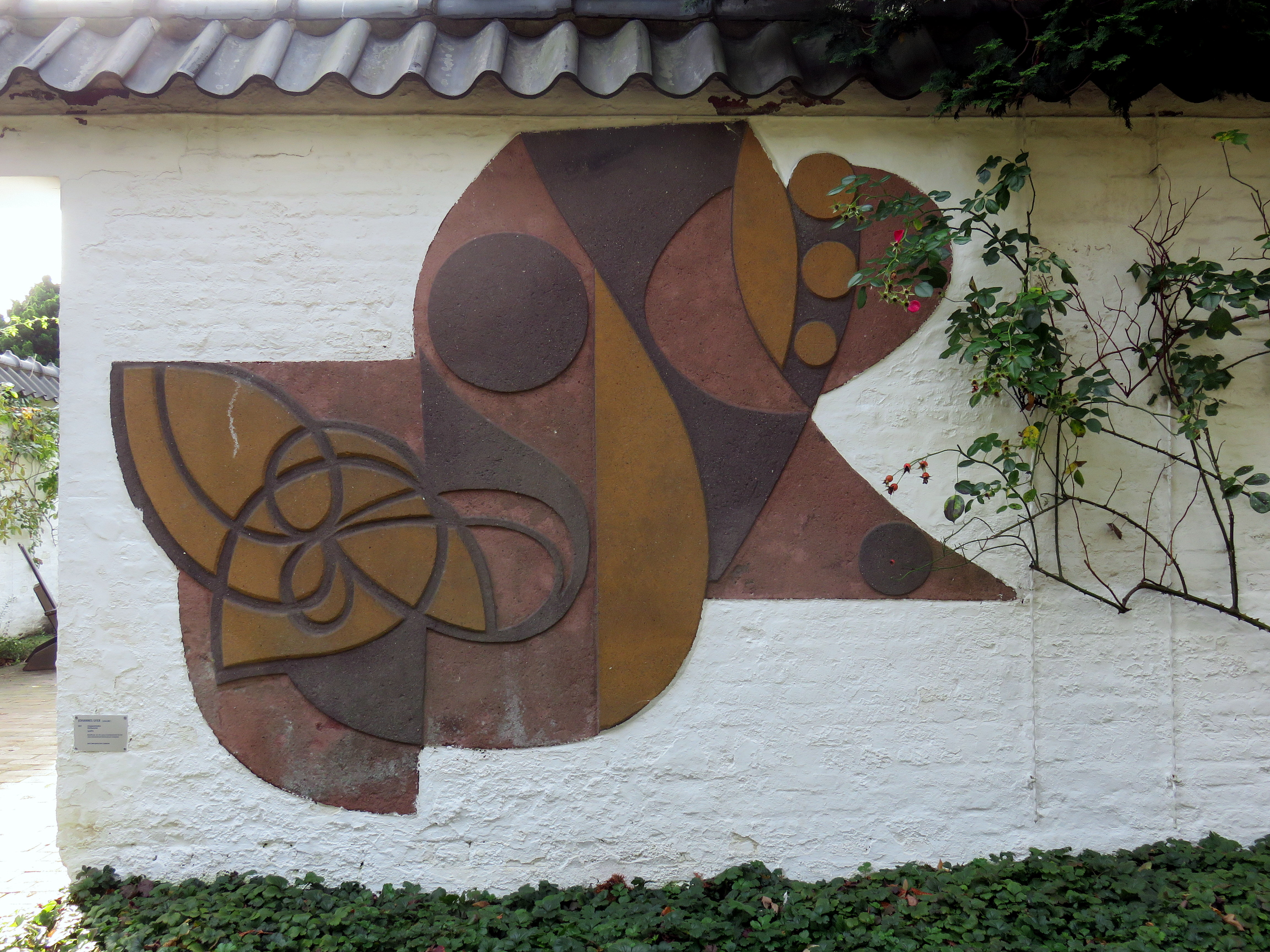
Ungegenständlich, 1953, Planten un Blomen, Hamburg-St. Pauli

Möwen, 1968, Hamburg-Lurup

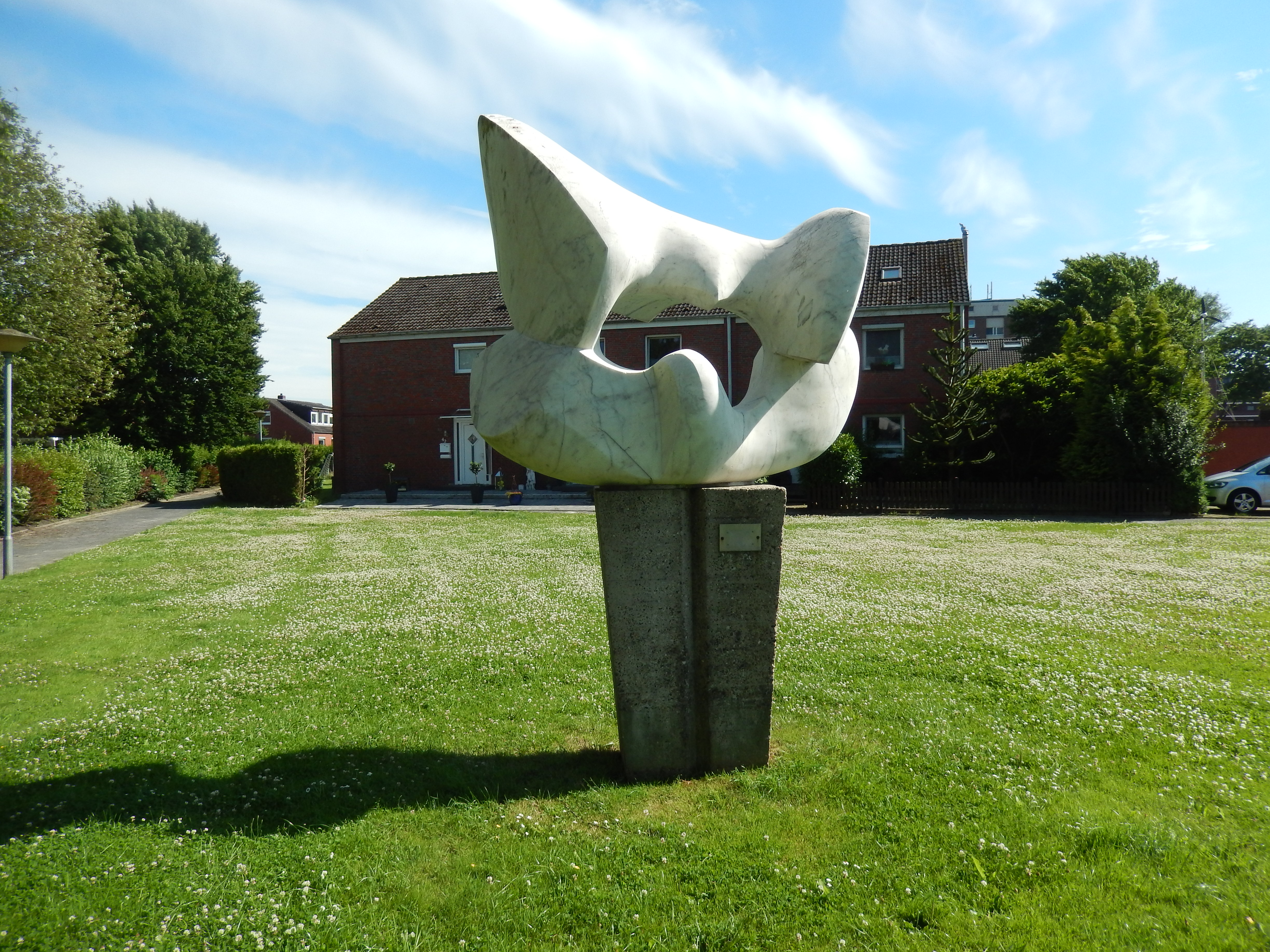
Möwen, 1968, Wilhelmshaven-Aldenburg. Zusammenarbeit mit Pierre Schumann

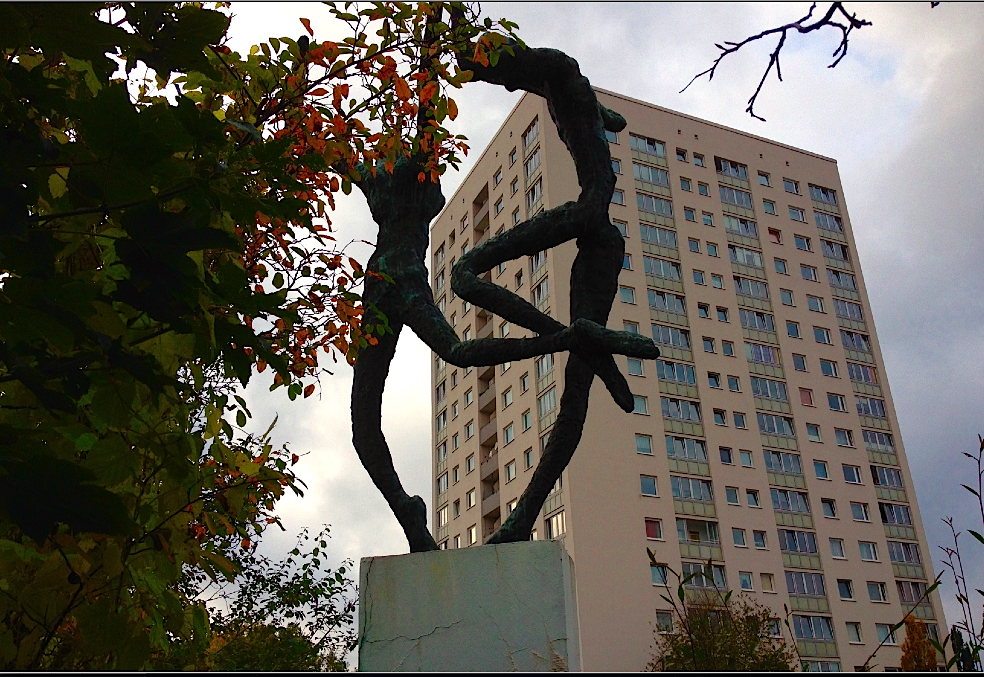
Tanzendes Paar, 1968, Hamburg-Lohbrügge, Lohbrügge-Nord. Zusammenarbeit mit Lore Ufer

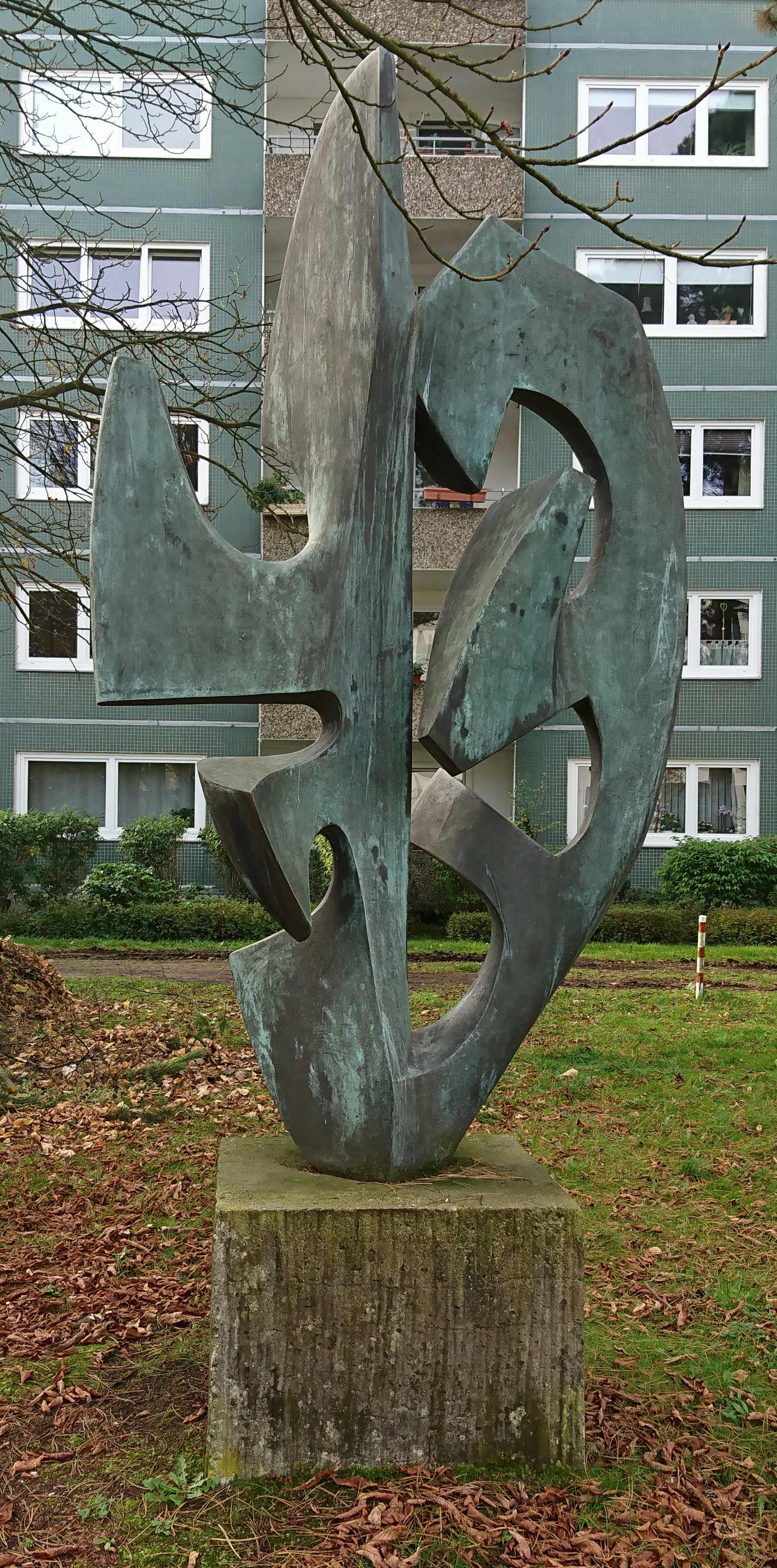
Das Blatt, 1969, Hamburg-Langenhorn

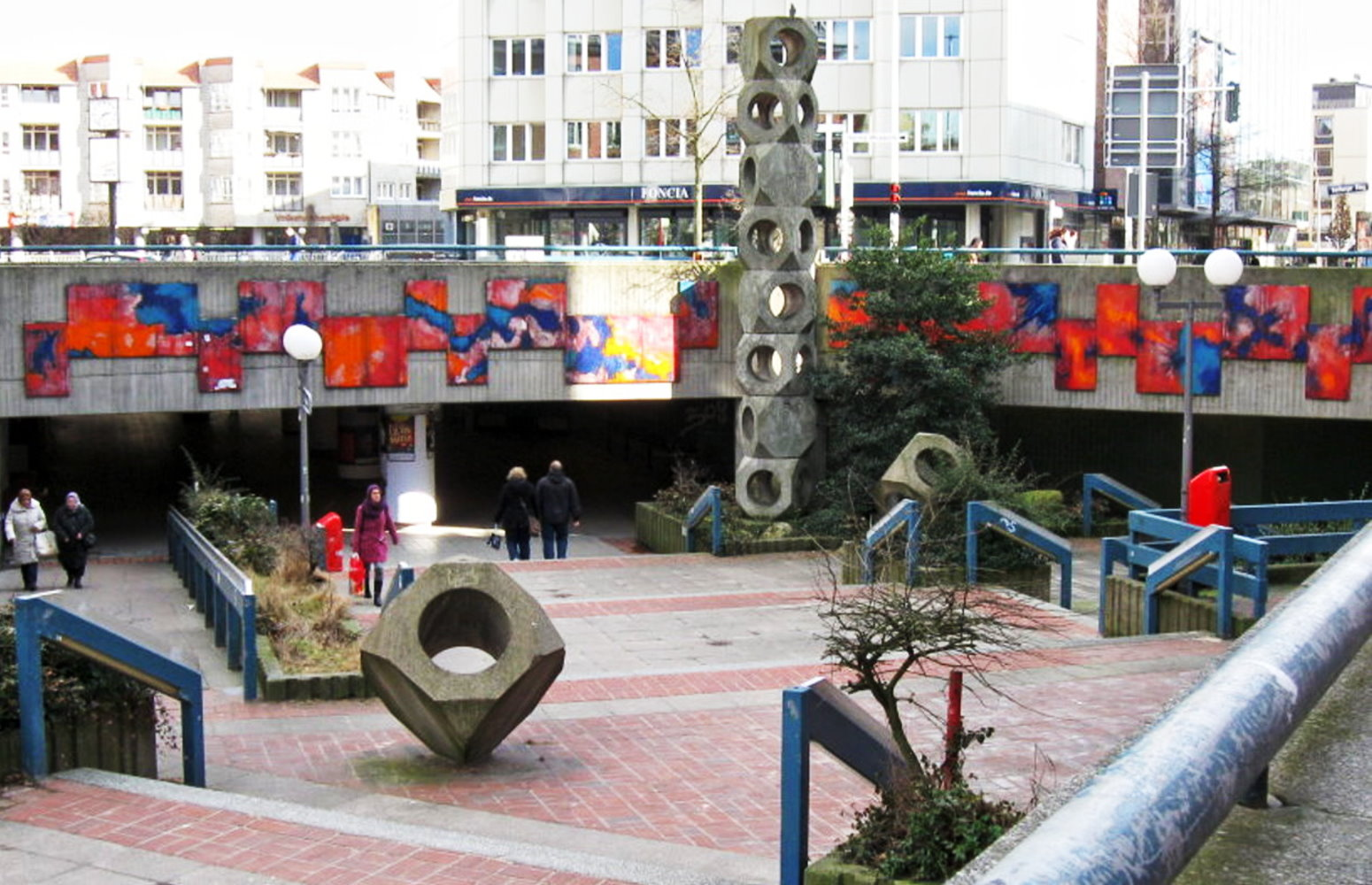
Säule und Wandrelief, 1974, Hamburg-Harburg

Johannes Ufer (* 30. April 1912 in Essen; † 4. Januar 1987 in Hamburg) war ein deutscher Maler, Bildhauer sowie Raum- und Flächenkünstler der Verschollenen Generation.

## Leben
Nach dem Besuch der Volksschule in Bochum und einem Umzug nach Berlin erlernte Johannes Ufer ab 1926 das Malerhandwerk. Ab 1928 arbeitete er als Theatermaler und besuchte die Vereinigte Staatsschulen für freie und angewandte Kunst, wo er Schüler von César Klein war. Mit einem von Käthe Kollwitz und Max Liebermann vermittelten Staatsstipendium studierte er von 1929 bis 1933 an der Kunstgewerbe- und Handwerkerschule in Berlin-Charlottenburg bei Willi Breest, Max Deri und Kurt Wehlte. Am 28. März 1933 schloss er das Lehrer-Staatsexamen ab. Von 1933 bis 1945 stellte er keine seiner Werke aus. Von 1937 bis 1940 hielt er sich in Kopenhagen auf.
Ab 1945 war er als freischaffender Künstler in Hamburg tätig. Er wurde Mitglied der unter anderen von Martin Irwahn und Richard Steffen gegründeten Künstlergemeinschaft Hamburger Gruppe 1945, der auch Willi Breest, Ernst Flege (1898–1965), Tom Hops, Fritz Husmann, Peter Luksch (1901–1988, Sohn von Richard Luksch und Elena Luksch-Makowsky), Max Hermann Mahlmann, Hanns Müller-Dünwald (1900–1955), Franz Nespethal (1912–1993), Kurt Priegnitz (auch Kurth und Prignitz, 1914–1983), Hermann Schütte (1893–1973), Walter Siebelist, K. R. H. Sonderborg, Hildegard Stromberger (1904–1985) und Ernst Witt (1901–1977) angehörten. 1953 beendete er seine Mitgliedschaft der Hamburger Gruppe 1945. Zudem gehörte er der konstruktivistischen Künstlergemeinschaft die gruppe und dem Berufsverband Bildender Künstler Hamburg an. 1946 eröffnete er seine Galerie Mosaikwerkstätten – Junge Kunst am Neuen Wall 36 in Hamburg-Neustadt. 1948 wurde er Dozent für das Fach Raum- und Flächenkunst am Hamburger Baukreis. Eine seiner Schülerinnen war die Malerin Lore Brand (* 7. März 1923 in Hamburg), die er bald darauf heiratete und die ihn ab 1952 bei seinen öffentlichen Aufträgen unterstützte. Ab 1974 wurde er zudem von ihrem gemeinsamen Sohn Michael Ufer unterstützt. Ab 1949 ist er im Telefonbuch des Hamburger Adressbuches als Kunstmaler in der Sierichstraße 54 in Hamburg-Winterhude verzeichnet, später als Raum- und Flächenkünstler. 1958 zog er mit seiner Familie in die Andreasstraße 11 in Winterhude.
1952 schuf er zusammen mit Arnold Fiedler vom Baukreis das Bühnenbild für die Oper The Rake’s Progress, die in der Hamburgischen Staatsoper aufgeführt wurde. Es entstanden neun Bühnenprospekte, in denen sie Musik und Rezitativ, Tempi und Klangfiguren des dramatischen Stückes in gegenstandslose Kompositionen umgesetzt hatten, die die Grundstimmungen der Szenen aufgriffen. 1955 erhielt Arnold Fiedler den Auftrag, ein Wandbild für die Außenfassade der Schule Othmarscher Kirchenweg 145 in Hamburg-Othmarschen zu kreieren, an der Loki Schmidt von 1949 bis 1962 als Lehrerin arbeitete, und die August 2012 in Loki-Schmidt-Schule umbenannt wurde. In Zusammenarbeit mit Johannes Ufer entstand ein 3-teiliges Mosaik aus farbig glasierten Keramikplatten zum Thema Feuer, Wasser, Luft.
1955 erhielt Johannes Ufer zudem den Auftrag zur Farbgestaltung der wiederaufzubauenden Häuser auf Helgoland. Er entwickelte ein Farbspektrum von 14 Farben, wobei er eher zarte Töne für das Oberland wählte und kräftige Töne für das Unterland. Die Farben waren bis in den 1980ern maßgebend auf Helgoland. Ein Resultat sind die bunten Hummerbuden am Hafen, die unter Denkmalschutz stehen. Zudem gestaltete er die Fassaden vieler Häuser der Siedlung Neuwiedenthal in Hamburg-Hausbruch und Hamburg-Neugraben-Fischbek. In Neuwiedenthal-Süd zierten kleine Keramikfliesen aus Johannes Ufers Mosaikwerkstätten sämtliche Häuserfassaden, die aber nach und nach unter Wärmedämmungen neuer Fassaden, die die Auflagen des Klimaschutzes erfüllen, verschwinden. In anderen Stadtteilen gestaltete er ebenfalls Häuserfassaden, die wohl ein ähnliches Schicksal haben. Für die Fassaden der Wohnhäuser der Wohnungsbaugenossenschaft Süderelbe eG in Neuwiedenthal schufen Johannes und Lore Ufer Fliesenwandbilder mit Reihern als Motive, die das Logo der Genossenschaft sind.
Aufgrund seiner Materialkenntnisse und seines Wissens über die Bearbeitungsmöglichkeiten der Materialien war er zudem künstlerischer Berater von Firmen wie Villeroy & Boch, Steine und Erden Salith Salzgitter sowie Flügger Farben.

## Ausstellungen (Auswahl)
Gemeinschaftsausstellungen
- 1947: Galerie Junge Kunst, Hamburg
- 1950: die gruppe, Museum für Völkerkunde, Hamburg
- 1951: Allgemeine Hamburger Kunstausstellung – Gemälde, Aquarelle, Graphik, Kunstverein in Hamburg[12]
- 1952: Hamburger Kunsthalle
- 1953: 3. Ausstellung des Deutschen Künstlerbundes, Hamburger Kunsthalle[13]
- 1954: 4. Ausstellung des Deutschen Künstlerbundes, Haus des Deutschen Kunsthandwerks, Frankfurt am Main[14]
- 1956: Halle der Nationen (abgerissen), Planten un Blomen, Hamburg
- 1957: Halle der Nationen, Planten un Blomen, Hamburg
- 1958: Halle der Nationen, Planten un Blomen, Hamburg
- 1963: Hamburger Malerei von 1912 bis heute, Kunsthaus Hamburg
- 1987: Oberpostdirektion, Hamburg

Einzelausstellungen
- 1986: Bücherhalle, Hamburg-Harburg

Posthum
- 1988: Bilder und Plastiken von Johannes Ufer, Galerie Hannes Ufer, Hamburg-Harburg

## Werke (Auswahl)
- 1952: Die Hilfe, keramisches Mosaik, für die Ärztekammer Hamburg. Dann Volksfürsorge, An der Alster 57–63, Hamburg-St. Georg, Eingangsbereich, jetzt Generali Versicherungen[15]
- 1953: Ungegenständlich, Sgraffito, Apothekergarten, anlässlich der Internationalen Gartenbauausstellung 1953, Planten un Blomen, Hamburg-St. Pauli
- 1953: Meeresmotive, Wiili-Kraft-Schule, Pausenhalle, Bürozugang, Zeidlerstraße 50, Hamburg-Wilhelmsburg
- 1955: Märchenfiguren, Keramikmosaik, Treppenhaus, Querbau, Schule Eschenweg 1, Hamburg-Fuhlsbüttel
- 1956: 3 keramische Scherbenmosaiken, jeweils 300 × 260 cm, Schule Mittelweg 42, Hamburg-Rotherbaum – Nicht mehr vorhanden[16][17]
- 1956: 6 Glasfenster, Neuer Wall 71, Hamburg-Neustadt
- 1956: Wandgestaltung, zweiteilig, Verbindungswand und Wandscheibe nahe Büro, Schule Ohkampring 13, Hamburg-Fuhlsbüttel
- 1957: Konträr, Ölgemälde, 65 × 100 cm[18]
- 1957: Wandgestaltung um Lüftungsöffnungen, Schule Hinter der Lieth 61, im Eingang zum Verwaltungsbau, Hamburg-Lokstedt
- 1958: Zweite Vielheit, Öl auf Leinwand, 75 × 75 cm. Provenienz: Aus dem Nachlass von Hilde von Lang. Versteigert beim Auktionshaus Stahl, Hamburg[19]
- 1958: 4 Wandscheiben, Glasmosaike, innen in den Verbindungsfluren, Gymnasium Willhöden, seit 2009 Marion-Dönhoff-Gymnasium, Hamburg-Blankenese
- 1958: Abstraktes Relief, Stirnwand am Eingang, Mumsenstraße 9, Hamburg-Altona-Altstadt
- 1959: Wandschmuck, dreiteilig, Treppenhaus, Kreuzbau, Grundschule Neubergerweg 2, Hamburg-Langenhorn
- 1960: Wandgestaltungen, dreiteilig, Treppenhaus Klassenkreuz (Kreuzbau), Grundschule Klein Flottbeker Weg 64, Hamburg-Othmarschen, die heute vom Gymnasium Othmarschen genutzt wird
- 1962: 4 Keramikwände, abstrakte Farbkomposition, U-Bahnhof Wandsbek Markt, Wandsbeker Marktstraße, Schalterhalle Ost, Fußgängertunnelkreuz, Hamburg-Wandsbek. Zusammenarbeit mit Lore Ufer
- 1964 oder 1965: St. Andreas-Kirche in Kiel-Wellingdorf (möglicherweise Mosaiken und Fenster)[20]
- 1968: Möwen, Carrara-Marmor, an der Weidenstraße im Stadtviertel Wiesenhof, Wilhelmshaven-Aldenburg. Zusammenarbeit mit Pierre Schumann[21]
- 1968: Möwen, Bronze, Bornheide 80, vor dem Hochhaus des Altonaer Bau- und Sparvereins in Höhe Glückstädter Weg in Hamburg-Lurup
- 1968: Tanzendes Paar, Bronze, Korachstraße 3–5 (SAGA), Spielplatz, Hamburg-Lohbrügge, Lohbrügge-Nord. Zusammenarbeit mit Lore Ufer
- 1969: Das Blatt, Bronze, Höhe: 3 m, Diekmoorweg 7, Hamburg-Langenhorn. Guss: Kunstgießerei Schmäke, Düsseldorf. Die Skulptur stand bis zum Bau von Geschäften und Arztpraxen (Diekmoorweg 12a) in den 1980ern auf einer Rasenfläche am Diekmoorweg, Ecke Forthkamp.[22]
- 1974: Säule und Wandrelief am Ende der Hamburg-Harburger Fußgängerzone im Abgang zum Gloria-Tunnel Richtung Seeveplatz. Kunstwerk des Harburger Kunstpfades
- 1975: Turm der Vögel, 3 Marmorblöcke, Carrara-Marmor, Marmor Carso Rosso und heller Marmor Bardiglio, Einkaufszentrum Marmstorf, Ernst-Bergeest-Weg 53–57, Hamburg-Marmstorf. Zusammenarbeit mit Pierre Schumann[23]
- 1975: Stahl-Plastik, Brunnen, Wilhelm-Lehmbruck-Straße 7, Hamburg-Billstedt
- 1977: 3 farbige Plastiken, Kunststoff, Rahewinkel 29–37, im Hof, Hamburg-Billstedt[24]
- 1977: Sonnenuhr, Beton, Metall, Keramik, Lietbargredder 17–23, Hamburg-Billstedt[25]
- 1978: Eingangsgestaltung, Sturz, Otzenstraße 36, Ecke Bernstorffstraße, Hamburg-Altona-Altstadt
- 1981: Mauerrelief zwischen der ehemaligen Polizeiwache 46 (abgerissen) an der Knoopstraße 33 und dem Bauamt in Hamburg-Harburg. 2013 entfernt und 2017 horizontal um 90 Grad gedreht wieder aufgebaut.[26] Kunstwerk des Harburger Kunstpfades
- 1983: Hamburg-Wappen (mit Löwen), Keramikfliesen an Wand, Lange Reihe 18, Hamburg-St. Georg, Hotel Senator, Eingangsbereich, von der Straße aus sichtbar
- 1983: Eulenspiegel, Hauswand, Willi-Hill-Weg 2, Hamburg-Lurup
- 1984: Vier Keramikbilder, An den Dünen 6, Hamburg-Lohbrügge
- 1985: Treppenhausbild, Hoheluftchaussee 56, Hamburg-Eppendorf
- 19??: Mosaikboden im Wellenbad in Sankt Peter-Ording. Zusammenarbeit mit Lore Ufer
- 19??: Farbgestaltung und 3 Wandbilder in der Siedlung Kupferdamm in Hamburg-Farmsen-Berne. Zusammenarbeit mit Lore Ufer